# Inutile de nous revoir
Singles de Mireille Mathieu
Addio
(1975) Apprends-moi
(1975)
Pistes de Apprends-moi
Oui, j'ai envie d'être aimée Les matins bleus
Inutile de nous revoir est une chanson de Mireille Mathieu sortie en 1975 sous le label Philips. Le 45 tours s'est vendu à plus de 200 000 exemplaires en 1975. La face B du disque contient le titre Tous les enfants chantent avec moi, composée par Bobby Goldsboro et écrit par Eddy Marnay.